# LXDE
LXDE (Lightweight X11 Desktop Environment) è un ambiente desktop libero e decisamente leggero per distribuzioni GNU/Linux e sistemi operativi Unix-like creato nel 2006, adatto per computer vecchi o con poche risorse hardware.

## Storia
Venne creato nel 2006 dal programmatore taiwanese Hong Jen Yee, con l'obiettivo di essere estremamente leggero e reattivo, basandolo sui toolkit GTK+.
Il 21 luglio 2013, il team di sviluppo di Razor-qt ha annunciato che si sarebbe fuso con LXDE, dando vita ad un nuovo ambiente desktop LXDE-Qt: LXQt come naturale evoluzione dei due sistemi, di cui la prima release (versione 0.7.0) è stata resa disponibile il 7 maggio 2014.

## Caratteristiche
Nonostante sia stato progettato per operare su dispositivi a basse prestazioni come netbook o vecchi computer, LXDE offre un ambiente desktop completo. Tuttavia, contrariamente a GNOME e KDE, manca nativamente di alcuni tools grafici di configurazione; ciò comporta che alcune impostazioni debbano essere configurate manualmente dall'utente tramite file di testo.

## Componenti
I componenti di LXDE sono tra loro indipendenti e perfettamente utilizzabili anche in altri ambienti desktop. Tra essi abbiamo:
- GPicView, visualizzatore di immagini
- Openbox, gestore delle finestre
- Leafpad, editor di testo
- LXDM - gestore degli accessi
- LXInput, tool di configurazione e gestione per mouse e tastiere
- LXPanel, pannello per desktop
- LXSession, gestore delle sessioni
- LXAppearance, per impostare il tema grafico
- LXMusic, riproduttore file audio (client XMMS2)
- LXTerminal, emulatore di terminale
- LXTask, task manager
- LXLauncher, interfaccia analoga all'easy mode dell'ASUS Eee PC
- LXRandr un'interfaccia a xrandr, per semplificare la regolazione della risoluzione dello schermo e la frequenza d'aggiornamento (refresh rate) del proprio monitor.
- LXNM, (ancora in fase di sviluppo), alias LXNetworkManager leggero demone di supporto per le connessioni wireless
- Xarchiver, gestore di archivi
- PCManFM, file manager

## LXDE nelle distribuzioni GNU/Linux
Alcune distribuzioni GNU/Linux che usano LXDE sono:
- Arch Linux[2]
- ConnochaetOS: moderna distro creata per l'uso su PC obsoleti, basata su Arch Linux, ma completamente riscritta; consente (dalla versione 0.9.1) l'installazione di LXDE
- Debian
- eXPress-linux: Una distribuzione basata su Ubuntu ed LXDE
- Fedora
- Gentoo Linux[3]
- gOS, gOS3, distribuzione con LXDE che usa i Google Gadgets dedicata per l'utilizzo intensivo del web[4]
- Greenie: Sistema operativo basato su Ubuntu con LXDE come ambiente desktop
- Knoppix: Live CD Debian-based dalla versione 6 con LXDE di default
- Lubuntu: versione di Ubuntu basata appunto sull'ambiente desktop LXDE fino alla versione 18.04 (aprile 2018), e su Openbox come window manager
- LXLE: distribuzione GNU/Linux basata su Lubuntu, ma con altre sue caratteristiche
- MoonOS: una distribuzione derivata da Ubuntu disponibile sia con LXDE, sia con Enlightenment come window manager predefiniti
- Myah OS 3.0 Box edition: LXDE sapore di Myah OS
- Nova, la distribuzione cubana, nella sua versione Ligero ha una shell derivata da LXDE.
- openSUSE: a partire dalla versione 11.3, LXDE è disponibile sul supporto DVD
- PCLinuxOS: Distribuzione derivata da Mandrake Linux, ma ormai da tempo indipendente; offerta con differenti DE: uno dei quali è LXDE
- PUD GNU/Linux: basata su Ubuntu linux, e un Live CD installabile con LXDE
- Sabayon Linux: Distribuzione italiana che offre, fra gli altri, una versione con preinstallato LXDE
- Salix OS: Distribuzione basata su Slackware che offre una versione con LXDE
- Slitaz: Live CD estremamente piccolo che utilizza la maggior parte dei componenti di LXDE[5]
- TinyMe: PCLinuxOS-basata sulla piccola distribuzione con alcuni componenti del LXDE
- Trisquel mini: versione più leggera e minimale di Trisquel GNU/Linux con ambiente desktop LXDE
- U-lite (ex Ubuntulite): Distribuzione con LXDE derivata da Ubuntu[6]
- Ubuntu Plume: Una distribuzione basata su Ubuntu
- Vectorlinux LITE: VectorLinux edizione LITE

LXDE può essere installato opzionalmente anche su distribuzioni con altri ambienti desktop:
- Linux Mint[7]

## LXDE in altri sistemi Unix-like
- PC-BSD: a partire dalla versione 9.0, LXDE era disponibile anche in PC-BSD, che ora non è più mantenuto.
- FreeBSD
- NetBSD

## Galleria discreenshots

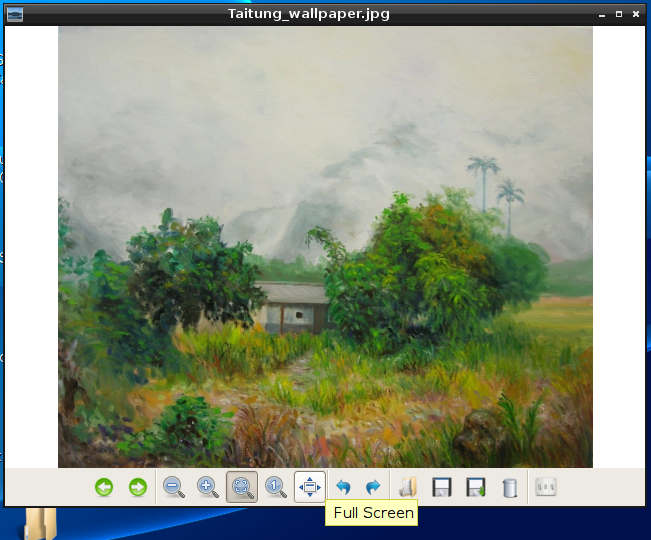
LXDE Picture Viewer
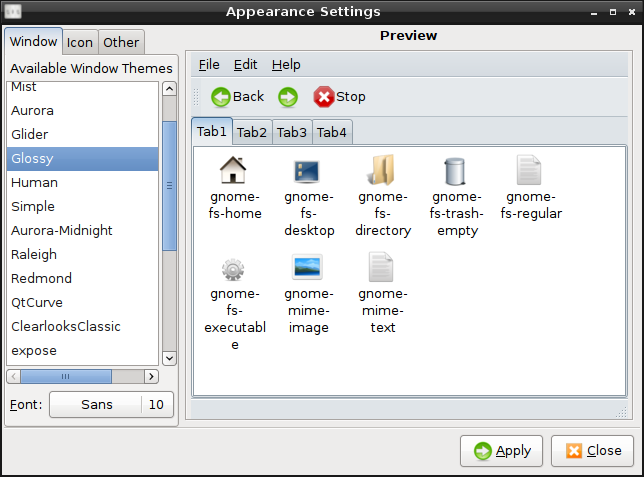
LXappearance
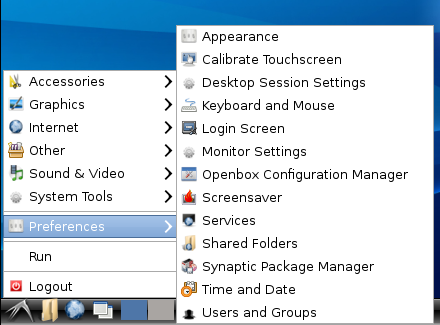
LXpanel
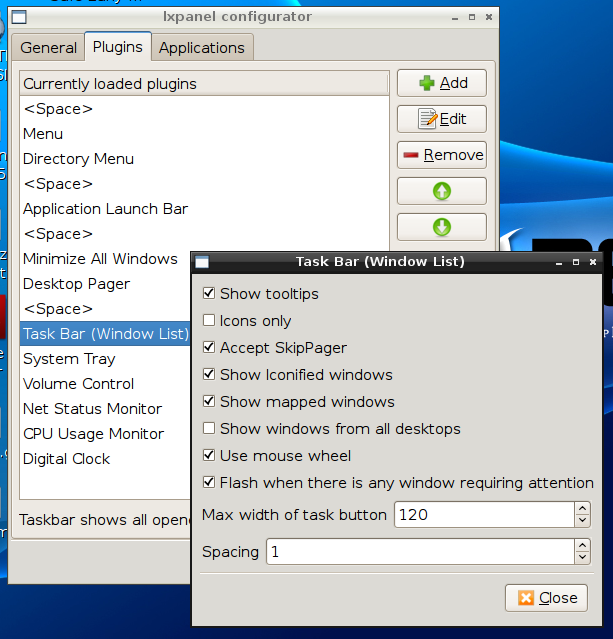
Configurazione di LXpanel
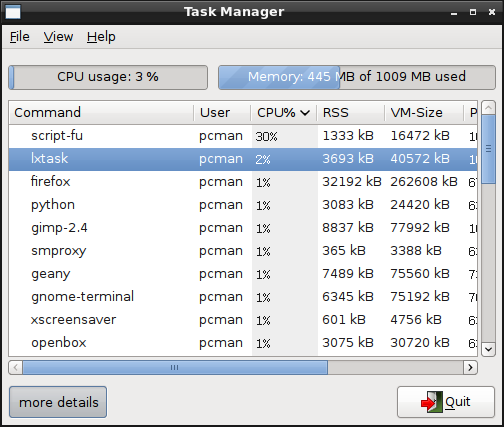
LXtask
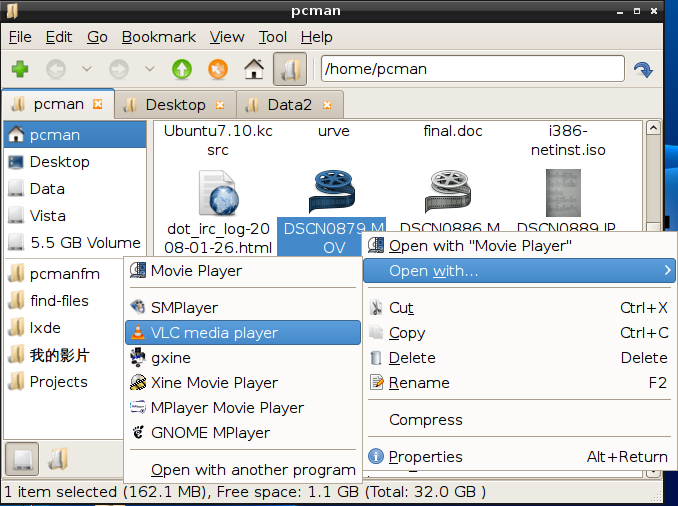
PCManFM
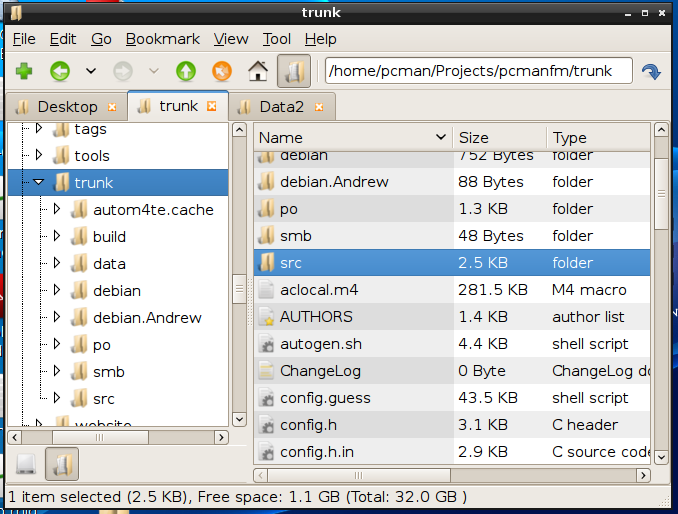
PCManFM
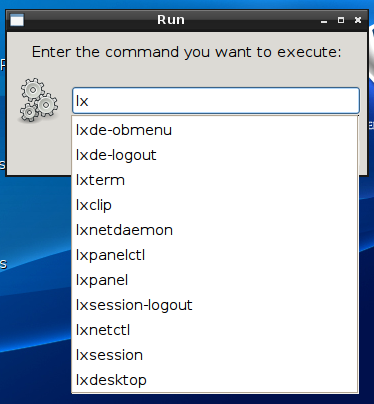
Autocompletamento dei comandi